# ソーシン
株式会社ソーシン（英: Sohshin Co., Ltd.）は、1999年（平成11年）設立された日本の輸送機器メーカーである。日野自動車の連結子会社。
トラック、バスの部品開発及び製造を主力とする。自動車部品はエンジンギヤから2tトラックの荷台まで幅広く製造している。設計製作により自社のオリジナル製品も製造している。

## 沿革
- 1934年（昭和9年）- 株式会社各和製作所（後の各和精機株式会社）を設立
- 1999年（平成11年）- エアタンクの他、防衛庁向け特殊車両を手掛ける千代田自動車工業、及びウォーターポンプ、マフラー、ギヤ製品の国産機器と合併し、株式会社ソーシンが発足。本社を旧・千代田自動車工業所在地の現在地に置く。

## 設計・製作
- 81式短距離地対空誘導弾 車両架装
- 03式中距離地対空誘導弾 車両架装
- 遠隔操縦観測システム FFOS 車両架装・トレーラ
- 1/4tトレーラ
- 日野自動車向けの小型トラックの平ボディ製造
- モリタ向けの空港用超大型化学消防車（MAF-125A）及び梯子車（MH-II）のシャシ製造
- アクスル（トレーラ車軸）
- カプラ（第5輪）
- プロペラシャフト
- ウォーターポンプ
- エンジンギヤ
- エアタンク
- 燃料タンク
- パワーテイクオフ(PTO）
- ラインディングギア
- 多版クラッチ
- トランスファー（Vターン）

## 生産拠点
- 本社・入間工場 - 埼玉県入間市寺竹1115-1
- 玉川工場 - 埼玉県比企郡ときがわ町大字五明888
- 仁連工場 - 茨城県古河市仁連 2220-41

## 偽装請負問題
2009年（平成21年）、埼玉労働局が偽装請負につき直接雇用への切替えを指摘したところ、派遣社員にパート採用の意向を伝えたが、中には就業期間が1日しかないものもあった (毎日新聞 - 日野自子会社、派遣社員に申入れ 直接雇用、1日だけ) 。

### 独占禁止法に基づく社名公表
2024年3月15日、公正取引委員会は「下請け企業との価格転嫁の交渉に適切に応じなかった企業名の公表」を行い、ソーシンが該当企業であったことが判明した。